# 张宁 (1949年)
張寧（1949年12月7日—），江西兴国人，生于江苏省南京市，曾是林彪之子林立果的未婚妻。

## 生平
張寧于1949年12月7日（农历己丑年十月十八日）出生于江苏省南京市的一个军人家庭。她父親張富華是江西省贛州市興國縣樟木鄉源坑村人，曾在1955年被授予大校軍銜，1957年病逝。
張寧10岁加入南京军区前线歌舞团。她因相貌美丽，16岁出国演出时，印尼总统蘇卡諾的一个儿子曾看上她。林彪的妻子叶群在为儿子林立果选美时，选中張寧。歌舞团领导以“外调”为名，安排张宁到北京“出差”。1970年5月，张宁搬进林彪家大院。
第二年九一三事件发生，包括林彪及林立果在內的飛機全員喪生，张宁自杀未遂。虽然父亲的首长许世友向周恩来求情以及林彪保健医生蒋葆生向毛泽东写信申诉，张宁仍被关押审查一年多，之后进入学习班学习了四年。1975年8月，被认定为“属受骗受害的青年”而被释放。9月，前邱会作警卫参谋江水向张宁求婚。
1978年转业，两年后去了南京的一家博物馆工作。她与林家有关时期的档案被删去，改名为李婷。
释放后，她与前林彪警卫结婚，生下一子（1976年左右－1988年），之后因性格不合离婚。1988年，孩子被向張寧求愛遭拒的求偶者孙斌（？－1992年5月8日）淹死。
1989年夏，张宁在美国与华侨富商林赛圃结婚。登记时，她恢复使用了张宁这个名字。1992年前往美国，生下儿子林佛欣。

## 自传
- , 明报出版社, 1997年12月, ISBN 9789623579407
- 《塵劫》删减版 , 作家出版社, 1998年8月, ISBN 9787506715034